# エステバン・ブルゴス
エステバン・ロドリゴ・ブルゴス（Esteban Rodrigo Burgos、1992年1月9日 - ）は、アルゼンチン・サルタ州サルタ出身のプロサッカー選手。セグンダ・ディビシオン・マラガCF所属。ポジションはDF。

## 来歴
2011年に地元サルタに本拠地を置くヒムナシア・デ・ティロでプロデビュー。2013年6月にCAタジェレスに移籍。以降はCDゴドイ・クルス・アントニオ・トンバやCAロサリオ・セントラルでプレー。
2017年7月7日、スペイン・セグンダ・ディビシオンのADアルコルコンと2年契約を締結。加入後即レギュラーに定着し、2018-19シーズンはDFながら6ゴールを決めた。
2019年7月1日、SDエイバルと4年契約を締結。12月15日のアスレティック・ビルバオ戦でラ・リーガデビューを果たした。